# Wilson Kipsang

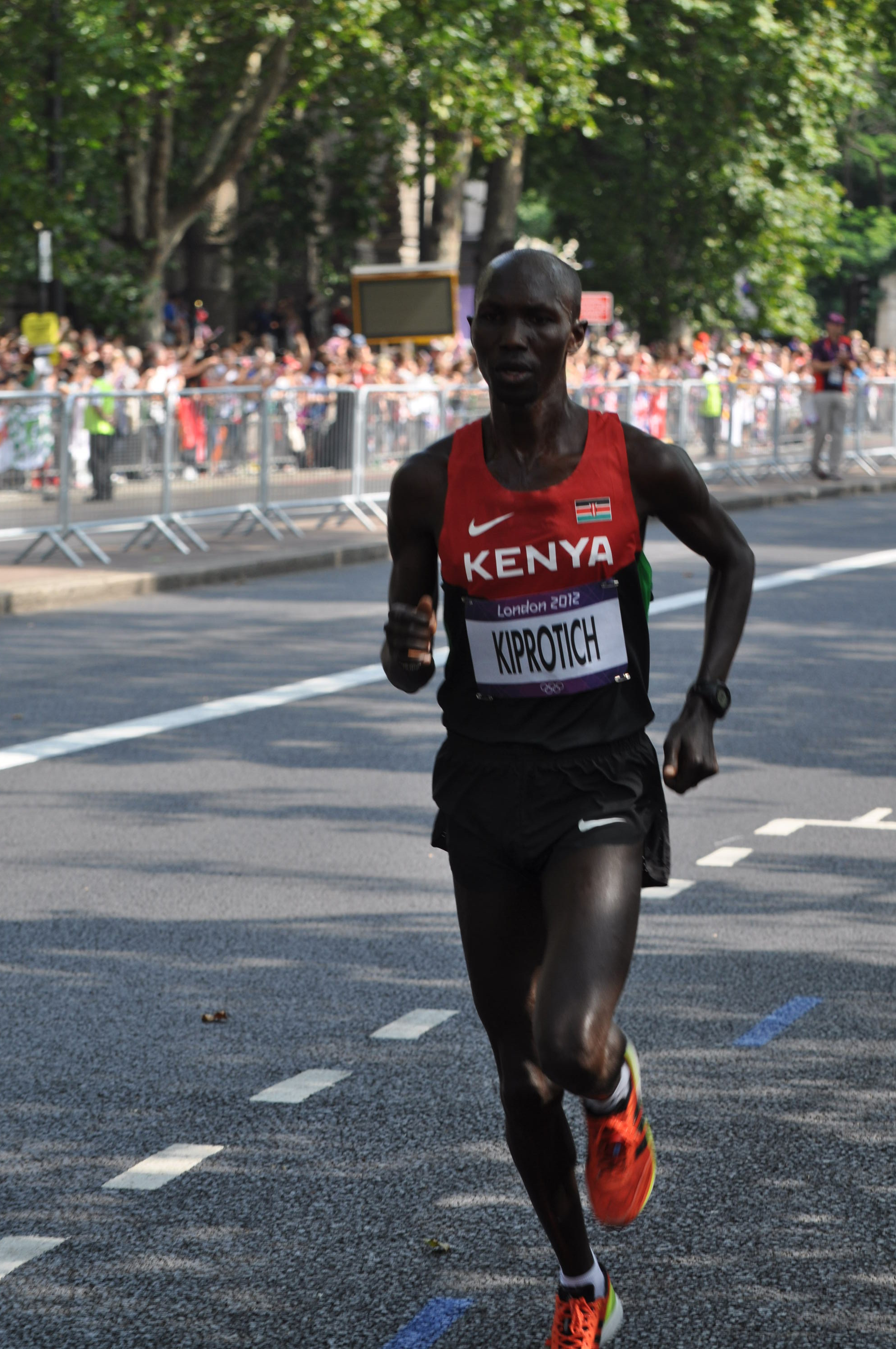
Tijdens de olympische marathon in 2012, Londen

Wilson Kipsang Kiprotich (district Keiyo, 15 maart 1982) is een Keniaanse langeafstandsloper, die is gespecialiseerd in de marathon. Hij nam eenmaal deel aan de Olympische Spelen en won bij die gelegenheid een bronzen medaille in deze discipline. Sinds 2010 liep hij de marathon vijf keer binnen 2 uur en vijf minuten, met als hoogtepunt zijn overwinning in de marathon van Berlijn in 2013, toen hij in 2:03.23 het wereldrecord verbeterde. Dit record werd hem een jaar later weer ontnomen door zijn landgenoot Dennis Kimetto die, eveneens in Berlijn, als eerste atleet ter wereld de 2-uur-en-drie-minutengrens passeerde.

## Biografie

### Van handelsreiziger tot atleet
Nadat hij op achttienjarige leeftijd zijn middelbare school had afgerond, leek Kipsang zich in eerste instantie te richten op een carrière als handelsreiziger. Pas in 2003 raakte hij door het toenmalige wereldrecord van 2:04.55 van zijn landgenoot Paul Tergat geïnspireerd om, naast zijn beroep, te gaan hardlopen en al snel boekte hij successen bij plaatselijke wedstrijden.
Op 27 januari 2007 werd Kipsang negende bij de politieveldloop in Kenia, die gewonnen werd door Richard Mateelong. Dat jaar ontmoette hij atletenmanager Gerard van de Veen, met wie hij besloot een samenwerkingsverband aan te gaan en die hem naar Europa haalde om daar aan wegwedstrijden deel te nemen. De resultaten lieten vervolgens niet lang op zich wachten. Nog datzelfde jaar werd Kipsang tweede op de Tilburg Ten Miles in 46.27 achter zijn landgenoot Wesley Langat (46.11) en derde op de Montferland Run achter de Ethiopiër en toenmalig wereldrecordhouder op de marathon Haile Gebrselassie en de Libiër Ali Mabrouk El Zaidi.
In 2008 keerde Kipsang terug in de Tilburg Ten Miles en opnieuw werd hij tweede, ditmaal achter Abiyote Guta. Zijn beste prestatie dat jaar leverde hij op de halve marathon van New Delhi, waar hij de Ethiopiër Deriba Merga de gehele tijd op de hielen zat en waar hij, ondanks dat hij deze tot op de finishlijn niet wist te passeren en tweede werd, zijn PR met meer dan een minuut verbeterde tot 59.16. Het was tevens de op twee na beste wereldtijd van dat jaar, want alleen Merga en Gebrselassie hadden, elk met een seconde verschil, sneller gelopen.

### Halve marathon binnen 59 minuten
Begin 2009, op 11 januari van dat jaar, won Wilson Kipsang in een koud Egmond aan Zee de halve marathon van Egmond in 1:05.36. Anderhalve maand later kwam hij op de halve marathon van Ras al-Khaimah tot zijn beste tijd ooit. Achter landgenoot Patrick Makau (eerste in 58.52) kwam hij tot 58.59, waarmee hij zich bij de vier atleten schaarde die de halve marathon ooit binnen de 59 minuten hadden gelopen. Het maakte hem tot favoriet op de halve marathon van Berlijn, maar daar werd hij afgetroefd door zijn landgenoten Bernard Kipyego (eerste in 59.34) en Sammy Kosgei (tweede in 59.36) en eindigde hij in 59.38 als derde. Het was de eerste halve marathon ooit waarbij de eerste vier lopers binnen het uur waren gefinisht. Daarmee bleek hij voor dat jaar zijn beste kruit wel te hebben verschoten, want op zijn eerste wereldkampioenschap halve marathon in Birmingham in oktober slaagde hij er niet in om binnen het uur te finishen en met bleef hij met 1:00.08 op een vierde plaats steken.

### Overstap naar marathon
In april 2010 debuteerde Kipsang op de marathon. In Parijs werd hij derde in 2:07.10, op een halve minuut achter winnaar Tadese Tola. Vervolgens liep hij zich een half jaar later als marathonloper nadrukkelijk in de kijker door de marathon van Frankfurt te winnen in 2:04.57, de derde snelste tijd van het jaar en minder dan een minuut verwijderd van het wereldrecord van Gebrselassie. Een jaar later zou hij daar in dezelfde wedstrijd met zijn winnende tijd van 2:03.42 zelfs onder blijven, maar toen was zijn landgenoot Patrick Makau hem net voor geweest, want die was een maand eerder op de marathon van Berlijn al naar 2:03.38 gesneld.
In 2012 begon hij het jaar voortvarend door de marathon van Londen op zijn naam te schrijven. Enkele maanden later moest hij bij de Olympische Spelen van Londen, waar hij als favoriet van start ging, echter genoegen nemen met een bronzen medaille in een tijd van 2:09.37. Een maand later won hij in Newcastle de Great North Run, een halve marathon, in 59.06 en hij eindigde het olympisch jaar met een overwinning in de marathon van Honolulu in december.

### Wereldrecord
In 2013 zette Kipsang die winnende lijn door met een overwinning in de halve marathon van New York. Bij de marathon van Londen in april, waar hij op basis van zijn overwinning het jaar ervoor een van de favorieten voor de zege was, eindigde hij echter slechts als vijfde in 2:07.47. Op 29 september 2013 deed hij het in Berlijn echter stukken beter. Hij verbeterde er het wereldrecord door de marathon te winnen in een tijd van 2:03.23.

### Winst in Londen, New York en Tokio
In 2014 liep Wilson Kipsang voor de vijfde maal in zijn loopbaan een marathon binnen twee uur en vijf minuten. Op 13 april won hij namelijk de marathon van Londen in 2:04.29, waarmee hij tevens revanche nam voor zijn relatief slechte prestatie in de Britse hoofdstad het jaar ervoor. Een half jaar later schreef hij bij zijn eerste optreden in de Big Apple ook de New York City Marathon op zijn naam, waar een toptijd vanwege de ijzige wind en lage temperaturen niet aan de orde was. Kipsangs winnende tijd was hier 2:10.55.
In 2016 verbeterde hij zijn persoonlijk record tot 2:03.13 bij de marathon van Berlijn. Hij behaalde hiermee een tweede plaats achter de Ethiopiër Kenenisa Bekele, die de overwinning pakte door tien seconden sneller te finishen.
In 2017 won hij voor het eerst sinds 2014 weer een marathon, de marathon van Tokio in een tijd van 2:03.58. Dit was een parcoursrecord en de snelste tijd ooit gelopen in Japan en Azië. Zijn poging om het wereldrecord te verbeteren mislukte echter, al liep hij op het 30 kilometerpunt (tijd 1:27.27) nog op wereldrecordschema. Kipsang is de eerste die een marathon vier keer onder de 2:04 heeft gelopen.
Op 3 juli 2020 werd hij door World Athletics voor vier jaar geschorst voor het missen van dopingcontroles en het knoeien met dopingmonsters.

## Persoonlijke records
Baan
| Onderdeel | Prestatie | Datum       | Plaats  |
| --------- | --------- | ----------- | ------- |
| 10.000 m  | 28.37,0   | 26 mei 2007 | Nairobi |

Weg
| Onderdeel      | Prestatie | Datum             | Plaats         |
| -------------- | --------- | ----------------- | -------------- |
| 10 km          | 27.32     | 9 november 2009   | New Delhi      |
| 15 km          | 41.35     | 20 februari 2009  | Ras al-Khaimah |
| 20 km          | 56.52     | 11 oktober 2009   | Birmingham     |
| halve marathon | 58.59     | 20 februari 2009  | Ras al-Khaimah |
| 25 km          | 1:27.47   | 25 september 2016 | Berlijn        |
| 30 km          | 1:27.26   | 25 september 2016 | Berlijn        |
| marathon       | 2:03.13   | 25 september 2016 | Berlijn        |

## Palmares

### 5 km
- 2008:  Maastrichts Mooiste - 13.41,1
- 2014:  Stichting Sosurwo Fonds loop - 14.25

### 10 km
- 2007:  Wiekloop - 29.08
- 2007:  Hemmeromloop - 27.51
- 2007: 4e Salverda Berkumloop in Zwolle - 29.15
- 2007:  Alsterlauf Hamburg - 28.45
- 2008:  World's Best in San Juan - 28.09
- 2008:  Stadsloop Appingedam - 28.39
- 2008:  Goudse Nationale Singelloop in Gouda - 28.34
- 2008: 5e Singelloop Utrecht - 28.21
- 2009:  World's Best in San Juan - 27.44,9
- 2009: 4e Sunfeast World in Bangalore - 28.30
- 2009:  Stadsloop Appingedam - 27.44,1
- 2009:  Fortis Loopfestijn Voorthuizen - 27.48
- 2010: 4e World's Best in San Juan - 27.44,5
- 2011:  Stadsloop Appingedam - 28.25,6
- 2013:  Great Manchester Run - 27.53
- 2013:  Stadsloop Appingedam - 28.03
- 2014:  Great Manchester - 28.28
- 2015: 4e Great Manchester Run - 27.53
- 2015: 4e Healthy Kidney in New York - 28.49
- 2016:  Stadsloop Appingedam - 27.59

### 15 km
- 2007:  Montferland Run - 43.30
- 2013: 5e Montferland Run - 43.20

### 10 Eng. mijl
- 2007:  Internationaler Schortenser Jever Fun Lauf - 45.41
- 2007:  Tilburg Ten Miles - 46.27
- 2008:  Tilburg Ten Miles - 46.04
- 2008: 5e Dam tot Damloop - 46.15
- 2015: 7e Dam tot Damloop - 46.42

### halve marathon
- 2007:  halve marathon van Tarsus - 1:02.05
- 2008:  halve marathon van Tarsus - 1:02.50
- 2008:  Marquetteloop - 1:03.52
- 2008:  halve marathon van New Delhi - 59.16
- 2009:  halve marathon van Egmond - 1:05.36
- 2009:  halve marathon van Ras al-Khaimah - 58.59
- 2009:  halve marathon van Berlijn - 59.38
- 2009: 4e WK in Birmingham - 1:00.08
- 2009:  halve marathon van New Delhi - 1:00.04
- 2009:  halve marathon van Valencia - 59.33
- 2010: 4e halve marathon van Abu Dhabi - 1:00.04
- 2011:  halve marathon van Zwolle - 1:00.48,6
- 2011:  halve marathon van Klagenfurt - 1:02.25
- 2012:  halve marathon van Ras al-Khaimah - 1:01.01
- 2012:  Great North Run - 59.06
- 2013:  halve marathon van New York - 1:01.02
- 2013: 5e halve marathon van Bogotá - 1:05.26
- 2014:  halve marathon van Granollers - 1:01.18
- 2014:  halve marathon van Olomouc - 1:00.25
- 2015:  halve marathon van Granollers - 1:02.39
- 2015:  halve marathon van Zwolle - 1:01.23
- 2015: 5e halve marathon van Olomouc - 1:02.09
- 2016: 11e halve marathon van Ras al-Khaimah - 1:02.16

### marathon
- 2010:  marathon van Parijs - 2:07.13
- 2010:  marathon van Frankfurt - 2:04.57
- 2011:  marathon van Lake Biwa - 2:06.13
- 2011:  marathon van Frankfurt - 2:03.42
- 2012:  marathon van Londen - 2:04.44
- 2012:  OS - 2:09.37
- 2012:  marathon van Honolulu - 2:12.31
- 2013: 5e marathon van Londen - 2:07.47
- 2013:  marathon van Berlijn - 2:03.23 (WR)
- 2014:  marathon van Londen - 2:04.29
- 2014:  New York City Marathon - 2:10.59
- 2015:  marathon van Londen - 2:04.47
- 2015: DNF WK
- 2015: 4e New York City Marathon - 2:12.45
- 2016: 5e marathon van Londen - 2:07.52
- 2016:  marathon van Berlijn - 2:03.13
- 2017:  marathon van Tokio - 2:03.58 (parcoursrec.)
- 2018:  marathon van Berlijn - 2:06.48
- 2019: 12e marathon van Londen - 2:09.18

### veldlopen
- 2010:  Discovery Kenya Crosscountry in Eldoret - 36.23,5